# 西代駅
西代駅（にしだいえき）は、兵庫県神戸市長田区御屋敷通二丁目にある、山陽電気鉄道・阪神電気鉄道の駅である。駅番号は山陽がSY 01、阪神がHS 39。

## 概要
山陽電気鉄道の本線と阪神電気鉄道の神戸高速線が乗り入れており、それぞれの起点駅となっているが、相互直通運転の関係で当駅での折り返し列車は設定されていない上、一部の直通特急は通過となることから実質的には途中駅と変わらない。直通特急のうち、種別表示幕が黄色地（直通特急）のものが停車する。また、阪神本線内特急となる列車は山陽電鉄本線内は各駅に停車するため、当駅で種別を普通に変更する。阪神神戸高速線については、神戸高速鉄道が第三種鉄道事業者として線路を保有し、阪神電気鉄道が第二種鉄道事業者として営業を行っている。
山陽と阪神の共同使用駅であり、山陽の管轄駅である。かつては山陽も神戸高速線の第二種鉄道事業者だったこともあり、駅の案内表示は「山陽電車 西代駅」「山陽電車のりば」のように山陽の表示のみで阪神の表示はない（かつての神戸高速鉄道線末端駅はすべてこの形である）。当駅から高速長田駅方面を利用する際の乗車券は「連絡乗車券」として扱われ、自動券売機では神戸高速線内であれば専用のボタンで直接乗車券を購入できるようになっている。自動券売機は山陽仕様のみ設置されており、阪神仕様は設置されていない。阪神の駅でもあるが他の神戸高速線の駅と同様、近畿日本鉄道（近鉄）線との連絡乗車券は購入できない。
なお、当駅での乗務員交代は行わず、山陽の乗務員が阪神方面の列車では阪神神戸三宮駅（S特急・山陽普通）または高速神戸駅まで（それ以外）、阪急方面の列車では阪急神戸三宮駅まで担当する。
2013年3月23日より全国交通系ICカードの相互利用に対応している。但し、2014年3月20日までは山陽電鉄線は全国交通系ICカードの相互利用の対象外で、当駅以東（他社線）の利用は可能であることから、同社の駅で唯一「PiTaPa」と「ICOCA」以外の相互利用カードの利用にも対応していた。但し、自動改札機は「PiTaPa」と「ICOCA」のみの対応であり、それ以外の相互利用が可能なカードの場合は乗降とも駅事務室で係員が処理を行っていたが、2014年3月21日からは自動改札機も利用できるように対応がなされた。
当駅は山陽電気鉄道の本社所在地駅である。また阪神では最西端かつ最南端の駅である。

## 歴史
- 1910年（明治43年）3月15日：兵庫電気軌道が兵庫駅（後の電鉄兵庫駅）と須磨駅（現在の山陽須磨駅）間で開業した際に設置される[3]。
- 1927年（昭和2年）4月1日：宇治川電気により合併され、同社の駅となる。
- 1933年（昭和8年）6月6日：宇治川電気の鉄道部門（電鉄部）が分離され、山陽電気鉄道の駅となる。
- 1951年（昭和26年）9月7日：未明、西代車庫火災により全焼、車両14両焼失。
- 1967年（昭和42年）7月1日：下りホームが移設されて相対式ホームとなり、橋上駅となる[3]。
- 1968年（昭和43年）4月7日：神戸高速鉄道が開通し、電鉄兵庫駅 - 当駅間が前日限りで廃止され、山陽電気鉄道本線の起点駅かつ直通運転の境界駅となる。
- 1995年（平成7年）
  - 1月17日：阪神・淡路大震災により被災し営業休止となる[3]。
    - 復旧にあたり工事が進捗していた地下駅に切り替えたことから、地上駅は復活することなく営業終了となった[1]。

  - 6月18日：地下化のうえ営業を再開する。高速長田駅と板宿駅間が復旧し、山陽電気鉄道本線の全線で運転が再開される[3]。
  - 8月13日：新開地駅と高速長田駅間が復旧し、神戸高速鉄道線の全線での運転が再開される[5]。
- 2006年（平成18年）10月28日：ダイヤ改正に伴い、S特急の停車駅になる。
- 2009年（平成21年）3月20日：ダイヤ改正に伴い、一部の直通特急（種別幕が■黄色のもののみ）の停車駅になる。
- 2014年（平成26年）4月1日：駅ナンバリングが導入される[6]。

## 駅構造
相対式ホーム2面2線を有する地下駅である。改札口は1箇所設置されているほか、改札内コンコースと各ホームとは、エスカレーター（上りのみ）とエレベーターにより連絡している。なお、改札外と地上部はエレベーターのみの設置である。かつては駅売店「フレンズショップ」が設置されていたが、閉店した。
高速長田方には1番線から上り線への渡り線があり、1番線から神戸三宮・大阪梅田方面への出発も可能である。
当駅には2キロポストが設置されているが、これは電鉄兵庫駅 - 当駅間が廃止される前からの名残で、電鉄兵庫駅からの距離が記されている。

### のりば
| 乗り場 | 会社 | 路線       | 方向 | 行先                   |
| ------ | ---- | ---------- | ---- | ---------------------- |
| 1      | 山陽 | 本線       | 下り | 明石・姫路方面         |
| 2      | 阪神 | 神戸高速線 | 上り | 神戸三宮・大阪梅田方面 |

以前はのりば番号は設定されていなかったが、2012年5月の列車案内装置改修時に装置上にのりば番号が表示された。

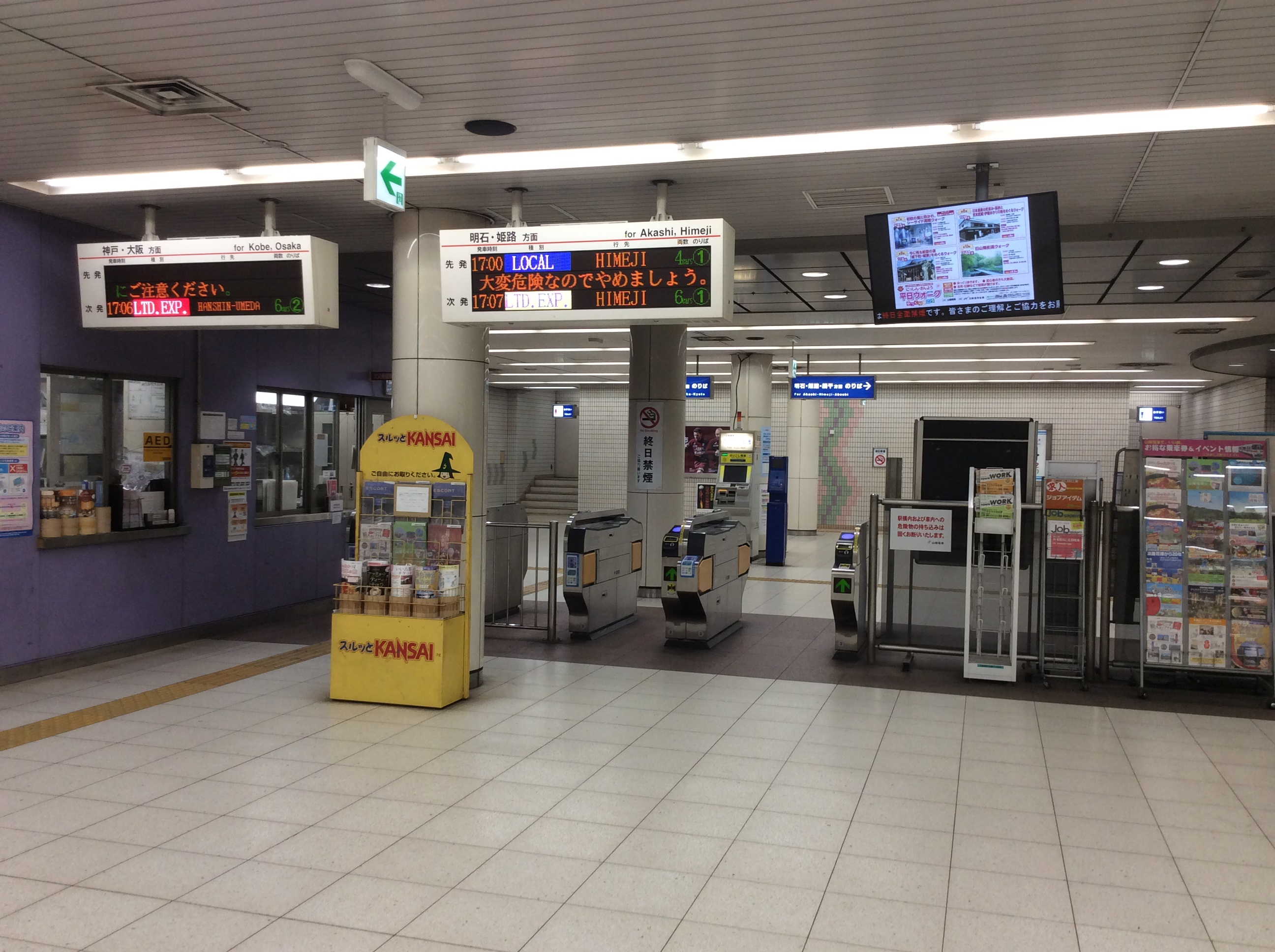
改札
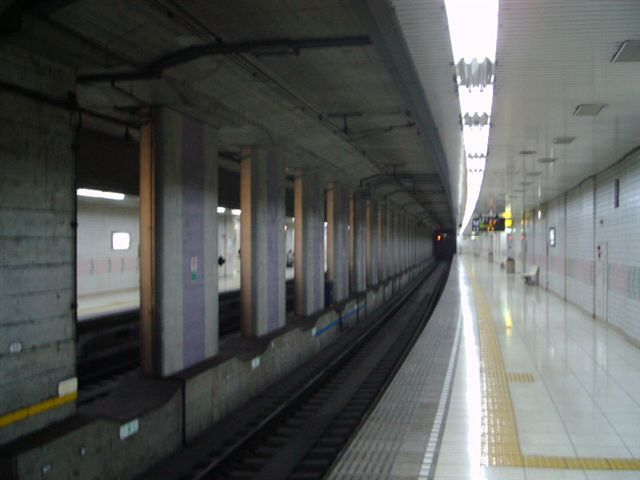
ホーム
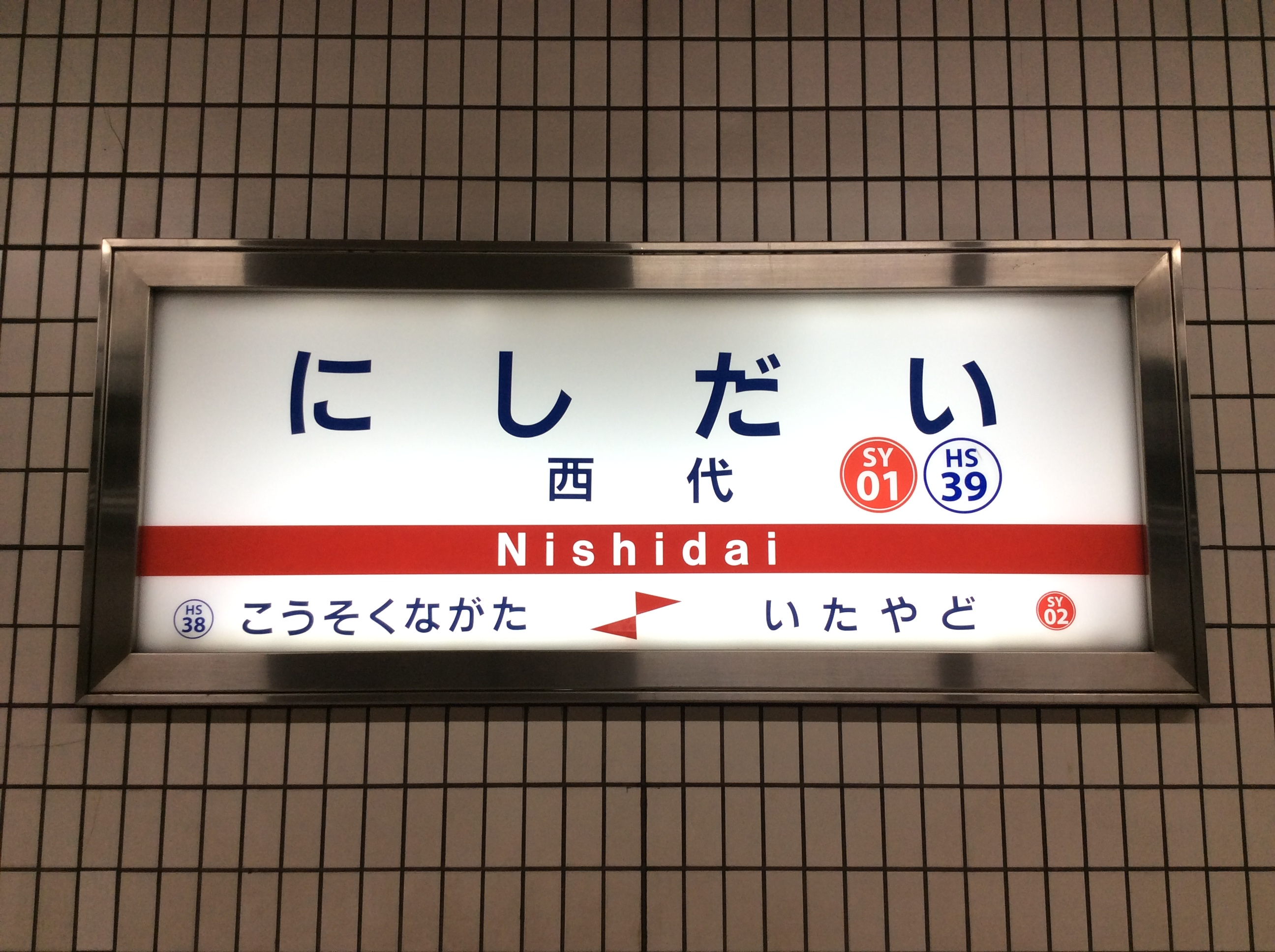
駅名標

## 利用状況
- 山陽電気鉄道 - 2022年度の1日平均乗車人員は1,066人である[神 1]。
- 阪神電気鉄道 - 2022年度の1日平均乗車人員は2,874 人である[神 1]。

以下に各年の利用状況を示す。
| 年度               | 山陽電気鉄道 | 阪神電気鉄道 |
| ------------------ | ------------ | ------------ |
| 1996年（平成08年） | 1,233        | 2,795        |
| 1997年（平成09年） | 1,189        | 2,644        |
| 1998年（平成10年） | 1,285        | 2,586        |
| 1999年（平成11年） | 1,334        | 2,515        |
| 2000年（平成12年） | 1,205        | 2,496        |
| 2001年（平成13年） | 1,088        | 2,436        |
| 2002年（平成14年） | 1,063        | 2,381        |
| 2003年（平成15年） | 1,016        | 2,331        |
| 2004年（平成16年） | 1,586        | 2,277        |
| 2005年（平成17年） | 1,044        | 2,249        |
| 2006年（平成18年） | 1,041        | 2,370        |
| 2007年（平成19年） | 1,003        | 2,295        |
| 2008年（平成20年） | 1,008        | 2,241        |
| 2009年（平成21年） | 1,052        | 2,288        |
| 2010年（平成22年） | 1,134        | 2,532        |
| 2011年（平成23年） | 1,178        | 2,710        |
| 2012年（平成24年） | 1,003        | 2,759        |
| 2013年（平成25年） | 1,005        | 3,263        |
| 2014年（平成26年） | 929          | 2,860        |
| 2015年（平成27年） | 1,049        | 2,943        |
| 2016年（平成28年） | 1,014        | 3,186        |
| 2017年（平成29年） | 1,047        | 3,123        |
| 2018年（平成30年） | 1,088        | 3,088        |
| 2019年（令和01年） | 1,008        | 3,219        |
| 2020年（令和02年） | 923          | 2,318        |
| 2021年（令和03年） | 1,003        | 2,638        |
| 2022年（令和04年） | 1,066        | 2,874        |

### 山陽電気鉄道 利用状況詳細
| 年度      | 乗車人員総数 | 乗車人員総数 | 乗車人員総数 | 内 定期利用者数 | 内 定期利用者数 | 内 定期利用者数 | 内 定期利用者数 | 出典      | 出典      | 出典     | 出典     | 出典     | 出典      |
| 年度      | 人/日        | 増減         | 順位         | 人/日           | 増減            | 利用率          | 順位            | 神        | 明        | 播       | 加       | 高       | 姫        |
| --------- | ------------ | ------------ | ------------ | --------------- | --------------- | --------------- | --------------- | --------- | --------- | -------- | -------- | -------- | --------- |
| 1969(S44) | 3,612        |              |              | 2,860           |                 | 79.18%          |                 | [ 神 2 ]  |           |          |          |          |           |
| 1970(S45) | 3,425        | -5.18%       |              | 2,682           | -6.22%          | 78.31%          |                 | [ 神 2 ]  |           |          |          |          |           |
| 1971(S46) | 4,672        | 36.41%       |              | 2,577           | -3.93%          | 55.15%          |                 | [ 神 2 ]  |           |          |          |          |           |
| 1972(S47) | 4,787        | 2.46%        |              | 2,407           | -6.60%          | 50.28%          |                 | [ 神 2 ]  |           |          |          |          |           |
| 1973(S48) | 5,107        | 6.69%        |              | 2,196           | -8.73%          | 43.01%          |                 | [ 神 2 ]  |           |          |          |          |           |
| 1974(S49) | 5,019        | -1.72%       |              | 2,156           | -1.86%          | 42.95%          |                 | [ 神 2 ]  |           |          |          |          |           |
| 1975(S50) | 4,996        | -0.47%       |              | 2,006           | -6.94%          | 40.16%          |                 | [ 神 2 ]  |           |          |          |          |           |
| 1976(S51) | 4,648        | -6.95%       |              | 1,889           | -5.82%          | 40.65%          |                 | [ 神 2 ]  |           |          |          |          |           |
| 1977(S52) | 2,636        | -43.29%      |              | 1,655           | -12.40%         | 62.78%          |                 | [ 神 3 ]  |           |          |          |          |           |
| 1978(S53) | 2,492        | -5.49%       | 30/48        | 1,683           | 1.69%           | 67.55%          |                 | [ 神 3 ]  | [ 明 1 ]  | [ 播 1 ] | [ 加 1 ] | [ 高 1 ] | [ 姫 1 ]  |
| 1979(S54) | 2,336        | -6.26%       | 31/48        | 1,610           | -4.31%          | 68.95%          |                 | [ 神 3 ]  | [ 明 2 ]  | [ 播 1 ] | [ 加 1 ] | [ 高 1 ] | [ 姫 2 ]  |
| 1980(S55) | 2,180        | -6.67%       | 34/48        | 1,533           | -4.81%          | 70.32%          |                 | [ 神 3 ]  | [ 明 3 ]  | [ 播 1 ] | [ 加 1 ] | [ 高 1 ] | [ 姫 2 ]  |
| 1981(S56) | 2,250        | 3.24%        | 29/48        | 1,614           | 5.29%           | 71.72%          |                 | [ 神 3 ]  | [ 明 4 ]  | [ 播 2 ] | [ 加 2 ] | [ 高 1 ] | [ 姫 2 ]  |
| 1982(S57) | 2,227        | -1.02%       | 29/48        | 1,592           | -1.37%          | 71.46%          |                 | [ 神 4 ]  | [ 明 5 ]  | [ 播 2 ] | [ 加 2 ] | [ 高 2 ] | [ 姫 2 ]  |
| 1983(S58) | 2,173        | -2.46%       | 29/48        | 1,589           | -0.17%          | 73.14%          |                 | [ 神 4 ]  | [ 明 5 ]  | [ 播 2 ] | [ 加 2 ] | [ 高 3 ] | [ 姫 2 ]  |
| 1984(S59) | 2,074        | -4.54%       | 30/48        | 1,529           | -3.79%          | 73.71%          |                 | [ 神 4 ]  | [ 明 5 ]  | [ 播 2 ] | [ 加 2 ] | [ 高 3 ] | [ 姫 3 ]  |
| 1985(S60) | 1,964        | -5.28%       | 28/48        | 1,422           | -6.99%          | 72.38%          |                 | [ 神 4 ]  | [ 明 5 ]  | [ 播 2 ] | [ 加 2 ] | [ 高 3 ] | [ 姫 3 ]  |
| 1986(S61) | 2,123        | 8.09%        | 24/48        | 1,518           | 6.74%           | 71.48%          |                 | [ 神 4 ]  | [ 明 5 ]  | [ 播 2 ] | [ 加 3 ] | [ 高 3 ] | [ 姫 3 ]  |
| 1987(S62) | 1,978        | -6.84%       | 24/48        | 1,452           | -4.33%          | 73.41%          |                 | [ 神 5 ]  | [ 明 6 ]  | [ 播 2 ] | [ 加 3 ] | [ 高 3 ] | [ 姫 3 ]  |
| 1988(S63) | 1,984        | 0.28%        | 26/48        | 1,471           | 1.32%           | 74.17%          |                 | [ 神 5 ]  | [ 明 6 ]  | [ 播 2 ] | [ 加 3 ] | [ 高 3 ] | [ 姫 4 ]  |
| 1989(H01) | 1,858        | -6.35%       |              | 1,367           | -7.08%          | 73.60%          |                 | [ 神 5 ]  | [ 明 6 ]  | [ 播 2 ] | [ 加 3 ] | [ 高 4 ] | [ 姫 4 ]  |
| 1990(H02) | 1,814        | -2.36%       | 30/48        | 1,307           | -4.41%          | 72.05%          |                 | [ 神 5 ]  | [ 明 6 ]  | [ 播 3 ] | [ 加 3 ] | [ 高 4 ] | [ 姫 4 ]  |
| 1991(H03) | 1,792        | -1.21%       |              | 1,274           | -2.52%          | 71.10%          |                 | [ 神 5 ]  | [ 明 7 ]  | [ 播 3 ] | [ 加 4 ] | [ 高 4 ] | [ 姫 4 ]  |
| 1992(H04) | 1,825        | 1.83%        | 30/48        | 1,282           | 0.65%           | 70.27%          |                 | [ 神 6 ]  | [ 明 7 ]  | [ 播 4 ] | [ 加 4 ] | [ 高 4 ] | [ 姫 4 ]  |
| 1993(H05) | 1,816        | -0.45%       | 32/48        | 1,293           | 0.85%           | 71.19%          |                 | [ 神 6 ]  | [ 明 7 ]  | [ 播 4 ] | [ 加 4 ] | [ 高 5 ] | [ 姫 5 ]  |
| 1994(H06) | 1,351        | -25.64%      | 35/48        |                 |                 |                 |                 | [ 神 6 ]  | [ 明 7 ]  | [ 播 4 ] | [ 加 4 ] | [ 高 5 ] | [ 姫 5 ]  |
| 1995(H07) | 841          | -37.73%      | 42/48        | 564             |                 | 67.10%          |                 | [ 神 6 ]  | [ 明 7 ]  | [ 播 4 ] | [ 加 5 ] | [ 高 5 ] | [ 姫 5 ]  |
| 1996(H08) | 1,233        | 46.58%       | 35/48        | 808             | 43.20%          | 65.56%          |                 | [ 神 6 ]  | [ 明 8 ]  | [ 播 4 ] | [ 加 5 ] | [ 高 5 ] | [ 姫 5 ]  |
| 1997(H09) | 1,189        | -3.56%       | 36/48        | 825             | 2.03%           | 69.35%          |                 | [ 神 7 ]  | [ 明 8 ]  | [ 播 4 ] | [ 加 5 ] | [ 高 6 ] | [ 姫 5 ]  |
| 1998(H10) | 1,285        | 8.06%        | 34/48        | 800             | -2.99%          | 62.26%          |                 | [ 神 7 ]  | [ 明 8 ]  | [ 播 4 ] | [ 加 5 ] | [ 高 6 ] | [ 姫 6 ]  |
| 1999(H11) | 1,334        | 3.84%        | 32/48        | 773             | -3.42%          | 57.91%          |                 | [ 神 7 ]  | [ 明 8 ]  | [ 播 4 ] | [ 加 5 ] | [ 高 6 ] | [ 姫 6 ]  |
| 2000(H12) | 1,205        | -9.65%       | 34/48        | 756             | -2.13%          | 62.73%          |                 | [ 神 7 ]  | [ 明 8 ]  | [ 播 4 ] | [ 加 6 ] | [ 高 6 ] | [ 姫 6 ]  |
| 2001(H13) | 1,088        | -9.77%       | 36/48        | 668             | -11.59%         | 61.46%          |                 | [ 神 7 ]  | [ 明 9 ]  | [ 播 5 ] | [ 加 6 ] | [ 高 6 ] | [ 姫 6 ]  |
| 2002(H14) | 1,063        | -2.27%       | 36/48        | 633             | -5.33%          | 59.54%          |                 | [ 神 8 ]  | [ 明 9 ]  | [ 播 5 ] | [ 加 6 ] | [ 高 6 ] | [ 姫 6 ]  |
| 2003(H15) | 1,016        | -4.38%       | 37/48        | 638             | 0.87%           | 62.80%          |                 | [ 神 8 ]  | [ 明 9 ]  | [ 播 5 ] | [ 加 6 ] | [ 高 6 ] | [ 姫 7 ]  |
| 2004(H16) | 1,586        | 56.06%       | 25/49        | 674             | 5.58%           | 42.49%          |                 | [ 神 8 ]  | [ 明 9 ]  | [ 播 5 ] | [ 加 6 ] | [ 高 7 ] | [ 姫 7 ]  |
| 2005(H17) | 1,044        | -34.20%      | 37/49        | 685             | 1.63%           | 65.62%          |                 | [ 神 8 ]  | [ 明 9 ]  | [ 播 5 ] | [ 加 7 ] | [ 高 7 ] | [ 姫 7 ]  |
| 2006(H18) | 1,041        | -0.26%       | 36/49        | 671             | -2.00%          | 64.47%          |                 | [ 神 8 ]  | [ 明 10 ] | [ 播 5 ] | [ 加 7 ] | [ 高 7 ] | [ 姫 7 ]  |
| 2007(H19) | 1,003        | -3.42%       | 37/49        | 636             | -5.31%          | 63.22%          |                 | [ 神 9 ]  | [ 明 10 ] | [ 播 6 ] | [ 加 7 ] | [ 高 7 ] | [ 姫 7 ]  |
| 2008(H20) | 1,008        | 0.27%        | 38/49        | 660             | 3.88%           | 65.49%          |                 | [ 神 9 ]  | [ 明 10 ] | [ 播 6 ] | [ 加 7 ] | [ 高 7 ] | [ 姫 8 ]  |
| 2009(H21) | 1,052        | 4.35%        | 34/49        | 633             | -4.15%          | 60.16%          |                 | [ 神 9 ]  | [ 明 10 ] | [ 播 6 ] | [ 加 7 ] | [ 高 7 ] | [ 姫 8 ]  |
| 2010(H22) | 1,134        | 7.81%        | 33/49        | 655             | 3.46%           | 57.73%          |                 | [ 神 9 ]  | [ 明 10 ] | [ 播 6 ] | [ 加 8 ] | [ 高 7 ] | [ 姫 8 ]  |
| 2011(H23) | 1,178        | 4.11%        | 32/49        | 682             | 4.18%           | 57.77%          |                 | [ 神 9 ]  | [ 明 11 ] | [ 播 6 ] | [ 加 8 ] | [ 高 8 ] | [ 姫 8 ]  |
| 2012(H24) | 1,003        | -15.08%      | 38/49        | 671             | -1.61%          | 66.94%          |                 | [ 神 10 ] | [ 明 11 ] | [ 播 6 ] | [ 加 8 ] | [ 高 8 ] | [ 姫 8 ]  |
| 2013(H25) | 1,005        | 0.27%        | 38/49        | 690             | 2.86%           | 68.66%          |                 | [ 神 10 ] | [ 明 11 ] | [ 播 7 ] | [ 加 8 ] | [ 高 8 ] | [ 姫 9 ]  |
| 2014(H26) | 929          | -7.63%       | 40/49        | 674             | -2.38%          | 72.57%          |                 | [ 神 10 ] | [ 明 11 ] | [ 播 7 ] | [ 加 9 ] | [ 高 8 ] | [ 姫 9 ]  |
| 2015(H27) | 1,049        | 13.27%       | 36/49        | 693             | 2.85%           | 65.89%          |                 | [ 神 10 ] | [ 明 11 ] | [ 播 7 ] | [ 加 9 ] | [ 高 8 ] | [ 姫 9 ]  |
| 2016(H28) | 1,014        | -3.65%       | 38/49        | 682             | -1.58%          | 67.30%          |                 | [ 神 10 ] | [ 明 12 ] | [ 播 7 ] | [ 加 9 ] | [ 高 8 ] | [ 姫 9 ]  |
| 2017(H29) | 1,077        | 6.22%        | 37/49        | 721             | 5.62%           | 66.92%          | 33/49           | [ 神 11 ] | [ 明 12 ] | [ 播 7 ] | [ 加 9 ] | [ 高 8 ] | [ 姫 9 ]  |
| 2018(H30) | 1,088        | 1.02%        | 37/49        | 742             | 3.04%           | 68.26%          | 35/49           | [ 神 11 ] | [ 明 12 ] | [ 播 8 ] | [ 加 9 ] | [ 高 9 ] | [ 姫 10 ] |

## 駅周辺
- 山陽電気鉄道本社 - 本社ビルがある位置には、以前、兵庫電気軌道開業時からの車庫である西代車庫→西代検車区が存在した。車庫機能は1978年6月末に東須磨駅へ移転している。本社ビル前には小説家・椎名麟三の文学碑がある[8]。
- ソレイユ西代 - 上記の西代検車区跡地に建設された大型商業施設。物販（スーパーマーケット・家電量販店・ドラッグストア）および飲食（ファミリーレストラン）店舗が入居している。

- 西代蓮池公園
- 水笠通公園
- 観音山公園
- 兵庫県立文化体育館
- 神戸市立新長田図書館
- 神戸常盤女子高等学校
- 神戸常盤大学
- 兵庫県立長田高等学校
- 兵庫県立長田商業高等学校
- 神戸市立西代中学校
- 神戸市立蓮池小学校
- 神戸市立池田小学校
- 神戸市立長田南小学校
- 長田郵便局
- 神戸山下郵便局
- 神戸神楽郵便局
- 神戸大道郵便局
- 西代寺

- JR神戸線・神戸市営地下鉄 新長田駅 - 公式な乗換駅ではないが徒歩約10分ほどの位置にある。
- 阪神高速道路31号神戸山手線 神戸長田出入口

### バス路線
最寄りは駅西側の「山下町1丁目」または高速長田駅寄りにある「西代」の各停留所。
- 神戸市バス
  - 17系統：ひよどり台・病院前［しあわせの村］行／二葉町行（新長田駅前経由）
  - 95系統：新長田駅前行
  - 96系統：神戸駅前行（地下鉄長田駅前・西市民病院前・兵庫駅前経由）

## その他
- 1998年に直通特急が運行される前は昼間1時間あたりの本数は10本（阪急3本、阪神3本、山陽普通4本）だった。2009年3月までは6本（阪神特急2本、山陽普通4本）、現在は6本（直通特急（黄）2本、阪神特急2本、山陽普通2本）。

## 隣の駅
阪神電気鉄道・山陽電気鉄道
神戸高速線・本線
■直通特急（種別幕が赤）
通過
■直通特急（種別幕が黄■（神戸三宮駅 - 板宿駅間の各駅に停車））・■特急・■S特急・■普通
高速長田駅 (HS 38)（神戸高速線） - 西代駅 (HS 39・SY 01) - 板宿駅 (SY 02)（山陽電鉄本線）

### かつて存在した路線
山陽電気鉄道
本線（1968年4月7日廃止区間）
長田駅 - 西代駅 （ - 板宿駅）